# 12bitový
V informačních technologiích označuje 12bitový čísla, paměťové adresy nebo datové jednotky, které jsou nejvýše 12 bitů dlouhé (1,5 oktetů). 12bitový procesor a ALU definují architekturu počítače, která je založena na stejně dlouhých registrech nebo stejně široké adresové nebo datové sběrnici.
12bitový počítač je též označení pro počítače, ve kterých se nacházejí 12bitové procesory.

## Terminologie
V českém jazyce se zápisem odlišuje slovní druh. Zápis bez mezery tak označuje přídavné jméno (viz název tohoto článku). Zápis s mezerou pak označuje číslovku (například 12 bitů).

## Použití
Mezi nejznámější 12bitový počítač patří PDP-8. V moderních počítačích se nepoužívá.